# 肥後二見站
肥後二見站（日语：／ Higo-Futami eki */?）是位於熊本縣八代市二見洲口町，肥薩橙鐵道線的車站。車站編號為OR04。
在車站啟用當時，由於參宮線二見浦站和和歌山線大和二見站已經存在，因此站站名為肥後二見站。

## 歷史
- 1925年（大正14年）4月15日 - 鐵道省肥薩線（第一代）車站啟用。
- 1927年（昭和2年）10月17日 - 路線改名，成為鹿兒島本線車站。
- 1970年（昭和45年）9月1日 - 隨著引入CTC，成為無人車站。
- 1978年（昭和53年）10月 - 木造車站大樓拆毀，現時車站大樓竣工。
- 1987年（昭和62年）4月1日 - 伴隨國鐵分割民營化，車站由九州旅客鐵道（JR九州）營運。
- 2004年（平成16年）3月13日 - 九州新幹線鹿兒島中央站（當日由西鹿兒島站改名而成）至新八代站之間開業，使鹿兒島本線八代站至川內站之間的鐵路業務由肥薩橙鐵道繼承。
- 2019年（令和元年）10月1日 - 隨著引入車站編號，站名牌也更新。車站英文名由「Higo Futami」改為「Higo-Futami」。

## 車站構造
車站是一座地面車站，設有2面2線的相對式月台。車站設有簡易車站大樓。
車站是一座無人車站。在國鐵時代，車站設有木造車站大樓為有人車站。現時的車站大樓是在1978年建成，使用了舊國鐵熊本鐵道管理局的標準，與袋站同一設計。

### 月台
| 月台 | 路線          | 上下行 | 方向                 | 備註                  |
| ---- | ------------- | ------ | -------------------- | --------------------- |
| 1    | ■肥薩橙鐵道線 | 下行   | 佐敷、水俁、出水方向 |                       |
| 1、2 | ■肥薩橙鐵道線 | 上行   | 八代、新八代方向     | 大部分列車使用1號月台 |

## 使用狀況
以下為1日平均乘車人次和上下車人次列表：
| 年度   | 1日平均 乘車人員 | 1日平均 上下車人次 |
| ------ | ---------------- | ------------------ |
| 2000年 | 113              | 229                |
| 2001年 | 119              | 241                |
| 2002年 | 107              | 217                |
| 2003年 | 92               | 189                |
| 2004年 | 89               | 177                |
| 2005年 | 67               | 136                |
| 2006年 | 69               | 140                |
| 2007年 | 63               | 127                |
| 2008年 | 71               | 143                |
| 2009年 | 65               | 130                |
| 2010年 | 67               | 134                |
| 2011年 | 57               | 116                |
| 2012年 | 47               | 98                 |
| 2013年 | 41               | 87                 |
| 2014年 | 38               | 80                 |
| 2015年 | 41               | 87                 |
| 2016年 | 46               | 96                 |
| 2017年 | 46               | 92                 |

## 車站周邊
國道與路軌之間，與以車站南邊設有村落與廣寬田園。另外，國道上設有產交巴士二見站前巴士站，設有八代站方向和水俁站方向的巴士路線。
- 國道3號
- 八代海
- 二見川
- 二見海岸（前 二見海灘）

曾經在此站渡過二見川，在二見漁港附近設有二見海灘（二見海岸），與鄰站上田浦站的黄金濱海灘均成為夏季的避暑勝地，有許多海灘客前往此處。現時海岸仍可作為潛水用途。在1970年成為無人車站，1978年車站大樓重建成現時車站大樓。在1980年代後期前於7月至8月尾的暑假期間，會有來自八代站的車站職員前往此站，為期間限定的有人車站。此站會設有優等列車臨時停站，也有來自熊本站方向並於此站為終點站的臨時列車行走。現時海灘客均前往鄰近的御立岬公園海灘，使此海灘的使命結束。現時在海浪平靜和潮汐時（即每年4至5月尾），會有由二見漁業協同組合在泥灘上舉行的挖蛤活動，在岸邊的挖蛤活動吸引了大量觀光客和家庭客前往此處。另外，在沿岸地區也是釣魚勝地，每年在沿岸均有釣魚人士聚集。

## 巴士路線
二見站前 - 在站前國道3號線上。
- 產交巴士（日语：九州産交バス）
  - １１：八代市政廳前（經八代站、出町）
  - １３：八代市政廳前（經金剛、植柳）
  - １１：道之驛田之浦（日语：道の駅たのうら）（經君淵、赤松）
  - １３：大門瀨（經君淵、下大野）

## 相鄰車站
肥薩橙鐵道
■肥薩橙鐵道線
■快速「超級橙」（只於星期六日運行）
通過
■快速「快速海洋快車薩摩」（只限4號停站）（只於星期六日運行）、■普通
日奈久溫泉（OR03）－肥後二見（OR04）－上田浦（OR05）

## 注腳
1. ↑  八代市統計年鑑

## 外部連結
- 肥後二見站（各站資訊） （页面存档备份，存于） - 肥薩橙鐵道